# Boardman Township (Iowa)
Die Boardman Township ist eine von 22 Townships im Clayton County im Nordosten des US-amerikanischen Bundesstaates Iowa.

## Geografie
Die Boardman Township liegt im Nordosten von Iowa am Turkey River, einem Nebenfluss des Mississippi, der die rund 30 km östlich die Grenze zu Wisconsin bildet. Die Grenze zu Minnesota liegt rund 100 km nördlich, Illinois beginnt rund 100 km südöstlich auf dem gegenüberliegenden Mississippiufer.
Die Boardman Township liegt auf 42° 52′ N, 91° 25′ W und erstreckt sich über 94,41 km².
Die Boardman Township grenzt innerhalb des Clayton County im Norden an die Wagner Township, im Nordosten an die Farmersburg Township, im Osten und Südosten an die Read Township, im Süden an die Cox Creek Township, im Südwesten an die Sperry Township, im Westen an die Highland Township und im Nordwesten an die Marion Township.

## Verkehr
In der Boardman Township treffen die Iowa Highways 13 und 56 sowie eine Reihe untergeordneter Straßen zusammen.
Der Elkader Municipal Airport liegt im Westen der Boardman Township.

## Bevölkerung
Bei der Volkszählung im Jahr 2010 hatte die Township 1684 Einwohner.
Der größte Teil der Bevölkerung der Boardman Township konzentriert sich auf Elkader, die einzige selbstständige Gemeinde  (mit dem Status "City"). Elkader ist zugleich Verwaltungssitz des gesamten Clayton County.